# Ожгов
Ожгов (укр. Ожгів) — село на Украине, находится в Барановском районе Житомирской области.
Код КОАТУУ — 1820655903. Население по переписи 2001 года составляет 24 человека. Почтовый индекс — 12725. Телефонный код — 4144. Занимает площадь 8,675 км².

## Адрес местного совета
12725, Житомирская область, Барановский р-н, пгт Марьяновка, ул. Дзержинского, 16